# حي الشهيد خالد (المكلا)
حي الشهيد خالد هو أحد أحياء مدينة المكلا في محافظة حضرموت اليمنية. يبلغ تعداد سكانه 6341 نسمة حسب التعداد السكاني في اليمن لعام 2004.